# Iris (Pokémon)
Iris is een personage uit de televisieserie Pokémon. Iris is een van de hoofdpersonen uit de serie. Iris komt uit The Village of Dragons en heeft in Opelucid City Dragon type Pokémon gestudeerd, totdat duidelijk werd dat ze het niet naar haar zin had en terugkeerde naar The Village of Dragons. De Nederlandse stem van Iris wordt ingesproken door José Kroon en de Engelse stem door Eileen Stevens. In de Japanse versie wordt haar stem ingesproken door Aoi Yūki. Iris was voor het eerst te zien in aflevering 1 van het veertiende seizoen: In de Schaduw van Zekrom!.

## De reizen van Iris
Iris reist in het veertiende tot en met het zestiende seizoen samen met Cilan en Ash door de Unova-regio in de Pokémonwereld.

## Iris haar Pokémon

### De Pokémon in de Opelucid Gym
Geen.

### Iris haar Pokémon tijdens haar reizen
Hier is een lijst van alle Pokémon van Iris in volgorde van vangst:
Unova: 
- Axew
- (Drilbur >) Excadrill
- Emolga
- Dragonite

## Pokémon die Iris had
Om verschillende redenen heeft Iris deze Pokémon achtergelaten.

### Pokémon die zijn vrijgelaten
Geen.

### Pokémon die zijn weggegeven
Geen.

### Pokémon die zijn geruild
Geen.

## Toernooien
Iris heeft aan verschillende Pokémontoernooien en Pokémonwedstrijden meegedaan. Iris deed aan alle toernooien en wedstrijden mee met haar eigen Pokémon.

### Pokémontoernooien
- Nimbasa Town Pokémon Club Gevecht - Winnaar